# サグント
サグント（スペイン語:Sagunto、バレンシア語:Sagunt）は、スペイン・バレンシア州バレンシア県のムニシピ（基礎自治体）。古い歴史を有する都市である。公式名は両言語の名称をスラッシュで区切ったSagunto/Sagunt。2014年時点での人口は65,003人である。

## 歴史
紀元前6世紀頃にケルティベリア人によって開かれたサグントゥム（ラテン語:Saguntum）が始まりであり、海岸沿いの立地にも恵まれてギリシア人やフェニキア人との貿易で栄えた。
古代ローマ時代にもサグントゥムと呼ばれた。紀元前219年にはカルタゴのハンニバルがサグントゥムを攻撃したことで第二次ポエニ戦争が始まり、ローマ側に組した数か月に渡ってカルタゴに抵抗したが、結果としてハンニバル軍に降伏した。紀元前214年頃にローマが占領し、1万人収容の円形劇場が建設されるなどして繁栄した。ローマの衰退後は西ゴート王国、次いでイスラーム勢力の支配下に入り、イスラーム時代にはムルビエドロ(Murviedro)という名前で呼ばれた。近隣のバレンシアが都市として発展していく中で、地域の中心都市の地位をバレンシアへ譲った。
1874年には王政復古のクーデターの舞台となった。今なお古い歴史を持つ観光都市として存在感を示している。良港を有しており、1960年頃には製鉄業が栄えた。近年は人口が右肩上がりである。

## 政治
| 任期      | 首長名                                                        | 政党                             |
| --------- | ------------------------------------------------------------- | -------------------------------- |
| 1979–1983 | マヌエル・カルボ・フアン                                      | PSPV-PSOE                        |
| 1983–1987 | ホセ・ガルシア・フェリペ フランシスコ・クリスピン・サンチス   | PSPV-PSOE                        |
| 1987–1991 | ホセ・ガルシア・フェリペ                                      | 無所属（サグント独立候補者連合） |
| 1991–1995 | マヌエル・ヒロナ・イ・ルビオ                                  | PSPV-PSOE                        |
| 1995–1999 | マヌエル・ヒロナ・イ・ルビオ シルベストレ・ボラス・アスコナ   | PSPV-PSOE PPCV                   |
| 1999–2003 | シルベストレ・ボラス・アスコナ                                | PPCV                             |
| 2003–2007 | グロリア・カレロ・アルバル                                    | PSPV-PSOE                        |
| 2007–2011 | アルフレード・カステリョ・サエス                              | PPCV                             |
| 2011–2015 | アルフレード・カステリョ・サエス セルヒオ・ムニエサ・フランコ | PPCV                             |
| 2015–2019 | ジョゼップ・フランセスク・フェルナンデス・カラスコ            | コンプロミス                     |
| 2019–2023 | n/d                                                           | n/d                              |
| 2023–     | n/d                                                           | n/d                              |

## 人口
| サグントの人口推移 1857－2010                           |
|                                                         |
| 出典:INE（スペイン国立統計局）1900年 - 1991年、1996年 - |

## 出身者
- アントニオ・チャブレト・イ・フラガ（スペイン語版）(1846-1907) : 著作家。
- ホセ・ロメウ・イ・パラス（スペイン語版）(1778-1812) : 軍人。
- エミリオ・リュエカ・ウベダ（スペイン語版）(1949-2008) : 著作家。
- アントニオ・マセダ(1957-) : サッカー選手。
- ダビド・ナバーロ(1980-) : サッカー選手。
- ジョアキン・ロドリゴ(1901-1999) : 音楽家・作曲家。
- ジャウマ・ブル・イ・ビダル（スペイン語版）(1921-2000) : 著作家・歴史家。
- レネ・マリヒル（スペイン語版） : 自転車競技選手。
- アルフォンス・ロペス・テナ（スペイン語版）(1957-) : 政治家・公証人。
- ホセ・アントニオ・パルド・ルーカス（スペイン語版）(1988-) : サッカー選手。
- ルベン・ロチーナ(1992-) : サッカー選手。